# Vuelta a la Comunidad de Madrid
La Vuelta a la Comunidad de Madrid (oficialmente: Vuelta Ciclista Comunidad de Madrid) es una carrera ciclista profesional por etapas que se disputa en la Comunidad de Madrid, en España. La mayoría de sus ediciones se han disputado en categoría amateur.
Se disputa desde 1983. Las primeras ediciones, hasta 2004, era reservada para corredores amateurs. Dos años después se incorporó al circuito profesional del UCI Europe Tour, dentro de la categoría 2.2 (última categoría del profesionalismo), para posteriormente ascender a la categoría 2.1 en el 2008 (pudiendo correr en este caso equipos de categoría UCI ProTour). Pese a ello la coincidencia en fechas con el Tour de Francia hizo que la participación no sea destacada, por ello a partir del 2011 se disputó en el mes de mayo.
El número de etapas y días han variado, teniendo desde 5 etapas en 5 días hasta las 3 etapas en 2 días de las últimas ediciones. Acabando la prueba siempre en Madrid, aunque a partir del 2009, coincidiendo con la reducción a 3 etapas en 2 días, Madrid es el lugar de inicio siendo la etapa de montaña la que da cierre a la ronda. En la edición del 2012 se eliminó el doble sector endureciéndose la etapa reina (2 etapas en 2 días).
Está organizada por la Federación Madrileña de Ciclismo.

## Vuelta a la Comunidad de Madrid sub-23
Respecto a la prueba amateur en el 2008 se recuperó y a partir del 2011 también ascendió al circuito profesional del UCI Europe Tour, en este caso en categoría 2.2U (última categoría del profesionalismo limitada a corredores sub-23). Se disputa en el mes de julio siendo de las pocas carreras en España, en ese año, con esa categoría, junto al Cinturón a Mallorca, Vuelta a Extremadura, Circuito Montañés (que finalmente no se disputó), Vuelta a León y Cinturó de l'Empordá y la única de ellas limitada a corredores sub-23 por ello la mayoría de equipos participantes son amateurs.
Durante los años que no se disputó (2005-2007) se corrió en su lugar la "Ruta del Vino Junior" para corredores juveniles. 
Está organizada por la Asociación Deportiva San Marval.

## Palmarés
En amarillo: edición amateur.

### Profesional
| Año                                               | Ganador                  | Segundo                        | Tercero                 |
| ------------------------------------------------- | ------------------------ | ------------------------------ | ----------------------- |
| ediciones amateur                                 |                          |                                |                         |
| 1983                                              | Ángel Mayordomo          | Joan Caldentey Perelló         | Laudelino Cubino        |
| 1984                                              | Anselmo Fuerte           | Manuel Guijarro                | Roberto Torres Toledano |
| 1985                                              | Juan Carlos Chouzas      | José Ignacio Cano              | Joaquim Faura           |
| 1986                                              | Antonio Sampedro         | Iván Alemany                   | José Ignacio Moratinos  |
| 1987                                              | Santos Hernández         | Fabrizio Bontempi              | Pedro Antonio Marquina  |
| 1988 edición no realizada                         |                          |                                |                         |
| 1989                                              | Torres Herrerias         |                                |                         |
| 1990                                              | Bernardo González Miñano | Juan Carlos García González    | Manuel Pascual          |
| 1991                                              | David Plaza              |                                |                         |
| 1992                                              | Javier Díaz              | Juan Carlos Domínguez          | Ramon García            |
| 1993                                              | Javier Díaz              |                                |                         |
| 1994                                              | David Plaza              | Mariano Moreda                 | Domingo José Segado     |
| 1995                                              | José Luis Rebollo        | Miguel Ángel Martín Perdiguero | Isaac Villanueva        |
| 1996                                              | David Navas              | César García Calvo             | David Martínez          |
| 1997                                              | Vladislav Borísov        |                                |                         |
| 1998 edición no realizada                         |                          |                                |                         |
| 1999                                              | Alberto Hierro Seco      |                                |                         |
| 2000                                              | Sergio Villamil          | Pablo Fernández Pérez          | David Arroyo            |
| 2001 edición no realizada                         |                          |                                |                         |
| 2002                                              | Carlos Castaño Panadero  |                                |                         |
| 2003                                              | Antonio López            | Mikel Elgezabal                | Julio Domínguez         |
| 2004                                              | Antonio López            | Gustavo Toledo                 | Mauricio Ortega         |
| 2005 edición no realizada ediciones profesionales |                          |                                |                         |
| 2006                                              | Sergi Escobar            | Jesús Ramírez                  | Mijaíl Ignátiev         |
| 2007                                              | Manuel Lloret            | Ángel Vicioso                  | Carlos Castaño Panadero |
| 2008                                              | Oleg Chuzhda             | Paco Mancebo                   | Tino Zaballa            |
| 2009                                              | Héctor Guerra            | Alejandro Valverde             | Xavi Tondo              |
| 2010                                              | Sergio Pardilla          | Fortunato Baliani              | Iván Melero             |
| 2011                                              | Rui Alberto Costa        | Javi Moreno Bazán              | Jonathan Castroviejo    |
| 2012                                              | Serguéi Firsánov         | Nairo Quintana                 | Rémy Di Gregorio        |
| 2013                                              | Javi Moreno Bazán        | Mikel Landa                    | Delio Fernández         |
| 2014 edición no realizada                         |                          |                                |                         |
| 2015                                              | Yevgueni Shalunov        | Diego Rubio                    | Alberto Gallego         |
| 2016                                              | Juanjo Lobato            | Jesús Herrada                  | Daniele Ratto           |
| 2017                                              | Óscar Sevilla            | Raúl Alarcón                   | Fabricio Ferrari        |
| 2018                                              | Edgar Pinto              | Fabio Duarte                   | Jonathan Caicedo        |
| 2019                                              | Clément Russo            | Romain Hardy                   | Carlos Barbero          |

### Profesional sub-23
| Año       | Ganador                 | Segundo            | Tercero               |
| --------- | ----------------------- | ------------------ | --------------------- |
| 2008      | Tony Hurel              | João Pedro Pereira | Gorka Izagirre        |
| 2009      | Rubén Martínez          | Alexander Ryabkin  | Jesús del Pino        |
| 2010      | Daniel Díaz             | Pablo Marcosano    | Juan Sebastián Tamayo |
| 2011      | Bob Rodriguez           | Jimmy Janssens     | Haritz Orbe           |
| 2012      | edición no realizada    |                    |                       |
| 2013      | Petr Vakoč              | Haritz Orbe        | Marcos Jurado         |
| 2014-2020 | ediciones no realizadas |                    |                       |
| 2021      | Elias Maris             | Xabier Isasa       | Robbe Claeys          |
| 2022      | Abel Balderstone        | Marcel Camprubí    | Alejandro Franco      |
| 2023      | Diego Uriarte           | Jaume Guardeño     | Maksym Bilyi          |

En amarillo: ediciones amateur

## Palmarés por países
| País            | Victorias |
| --------------- | --------- |
| España          | 21        |
| Francia         | 2         |
| Argentina       | 1         |
| Rusia           | 1         |
| República Checa | 1         |
| Bélgica         | 1         |

| País     | Victorias |
| -------- | --------- |
| España   | 7         |
| Rusia    | 2         |
| Portugal | 2         |
| Ucrania  | 1         |
| Francia  | 1         |